# لوویس (دهانه)
لوویس یک دهانه برخوردی در ماه‌ است.